# Minamata
|  | Per a altres significats, vegeu «Minamata (desambiguació)». |

Minamata (水俣市 -shi) és una ciutat que es troba a la Kumamoto (Japó), fundada l'1 d'abril de 1949. La superfície total és de 162,87 km². És coneguda pels casos d'enverinament d'una fàbrica en tota una població de milers d'habitants durant dècades que, inicialment d'origen desconegut, van rebre el nom de «malaltia de Minamata». El 2020 tenia 23.557 habitants, per una densitat de població d'uns 144 hab./km.